# Mont Taegak
Le mont Taegak (en coréen : Taegaksan : 대각산) est une montagne de Corée du Nord culminant à 1 277 mètres d'altitude dans la province du Hwanghae du Nord, au-dessus de la ville de Koksan. Il est au centre d'une réserve zoologique créée en 1976 abritant notamment des porte-muscs et des pics noirs.
La région est soumise à un climat continental avec une température annuelle moyenne de 9 °C et est relativement bien arrosée (1 200 à 1 300 mm de précipitations). Elle est recouverte d'une forêt composée de chênes, mélèzes, pins, bouleaux et érables offrant un environnement favorable aux animaux : chamois, chevreuil, chevrotain, sanglier, blaireau, renard, ours, belette, écureuil de Corée, rat, hérisson, faisan, caille, pigeon, pic, grenouille Glandirana rugosa, etc.

## Sources
- Carte topographique du Taegaksan
- Kim Kyong Sun, « La réserve zoologique de Taegaksan », La Corée d'aujourd'hui, n° 5, page 37, 2012.